# Cuộc tấn công Palmyra (tháng 3 năm 2016)
Cuộc tấn công Palmyra  (tháng 3 năm 2016) là một hoạt động quân sự khởi đầu bởi Quân đội Syria trong một nỗ lực để chiếm lại thành phố Tadmur của Syria từ tay lực lượng Nhà nước Hồi giáo Iraq và Levant (gần tàn tích của thành phố cổ Palmyra) với sự hỗ trợ của các cuộc không kích của Không quân Nga. Đây là vị trí chiến lược quan trọng cho cả hai lực lượng do vị trí của nó ở miền trung Syria. Việc chiếm lại thành phố này giúp chính phủ Syria chiếm lại phần lớn vùng sa mạc phía đông nước này, trải dài đến biên giới với Iraq ở phía nam và thủ phủ tự xưng của Nhà nước Hồi giáo Iraq và Levant Raqqa ở phía đông.
Trận chiến được xem là là thất bại lớn nhất của IS kể từ khi tổ chức này tuyên bố nhà nước tự xưng tại các khu vực ở Syria và Iraq vào năm 2014.